# Médaille de la Résistance française
Pour les articles homonymes, voir Résistance.
La médaille de la Résistance française est une décoration française instituée en février 1943 à Londres par le général de Gaulle, chef de la France combattante. Son objet était de « reconnaître les actes remarquables de foi et de courage qui, en France, dans l'Empire et à l'étranger, auront contribué à la Résistance du peuple français contre l'ennemi et contre ses complices depuis le 18 juin 1940 ». Il s'agit, après l'ordre de la Libération, de la seconde et seule autre décoration créée pendant la Seconde Guerre mondiale par le général de Gaulle.

## Historique
Lors de leur évasion, par l'intermédiaire de Jean Sainteny du réseau Alliance, Claude Hettier de Boislambert et Antoine Bissagnet passent un contrôle de gendarmerie ; cette tension nerveuse qu'ils ressentent les fait réfléchir à une décoration spécifique pour les actes de résistance. C'est sur leur suggestion qu'est donc créée la médaille de la Résistance, par une ordonnance prise le 9 février 1943 à Londres par le général de Gaulle.
Un  grade plus élevé, la médaille de la Résistance française avec rosette, est ensuite créé par une ordonnance du 2 novembre 1945.

## Attribution
La médaille de la Résistance française a été conférée à  65 029 personnes dont 25 722 à titre posthume, appartenant aussi bien aux Français libres qu'à la Résistance intérieure. Elle a été également attribuée à 55 collectivités civiles ou militaires,.
Cette distinction a été décernée à 65 295 résistants et dans son grade supérieur, la médaille de la Résistance avec rosette, à 4 586 personnes,.
La médaille de la Résistance française n'est plus attribuée depuis le 31 mars 1947, sauf au titre de la Résistance en Indochine, pour laquelle le délai a été prorogé jusqu'au 31 décembre 1947.
La médaille de la Résistance française n'a été conférée que par décret du chef de la France combattante, du président du Gouvernement provisoire de la République puis, à partir du 1er janvier 1947, du président de la République.
Elle peut encore être attribuée, à titre posthume, dans les mêmes conditions, mais uniquement à des personnes tuées pendant la guerre ou mortes en déportation à la suite de faits de résistance.
La Commission nationale de la médaille de la Résistance française, instituée par l'article 3 du décret no 774 du 9 février 1943, est chargée d'émettre un avis sur les propositions d'attribution.

## Insigne
- Médaille : ronde, en bronze patiné ou doré, d'un module de 37 mm. L'avers représente un bouclier circulaire frappé d'une croix de Lorraine avec, en exergue, « 18 juin 1940 » écrit en chiffres romains (XVIII.VI.MCMXL). Le revers comporte l'inscription latine « Patria non immemor » (« la Patrie n'oublie pas ») ;
- Ruban : noir traversé verticalement par deux bandes rouges latérales de 3 mm de large et quatre bandes de 1 mm, dont deux médianes espacées de 2 mm, et deux intermédiaires distantes des médianes de 6 mm. Lorsque la décoration est décernée avec rosette, une rosette noire et rouge prend place sur le ruban.

La médaille de la Résistance française est portée sur le côté gauche de la poitrine, après la Légion d'honneur, la croix de la Libération, la médaille militaire et la croix de guerre.

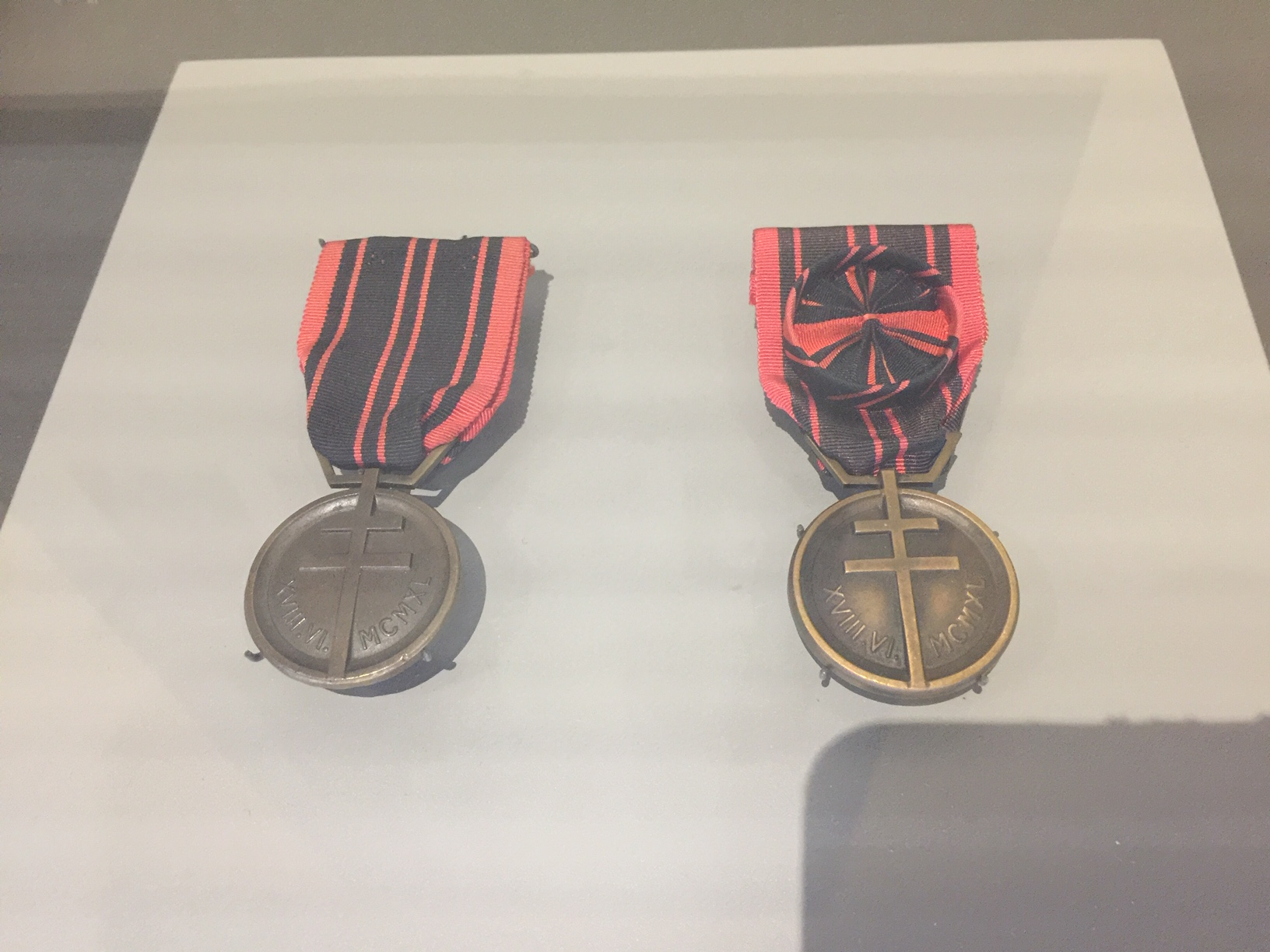
Médaille de la résistance avec et sans rosette.
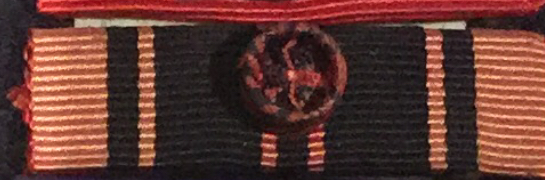
Ruban de la médaille de la résistance avec rosette.

## Titulaires

### Collectivités décorées
La médaille de la Résistance française a été décernée à un certain nombre de collectivités : 18 collectivités territoriales (17 communes et une collectivité d'outre-mer), 15 collectivités civiles (associations, hôpitaux, etc.), 21 unités militaires (régiments, navires, etc.),,.
| Collectivité                                                    | Département           | Type de collectivité             | Rosette | Date du décret | Date du décret    |        |
| Collectivité                                                    | Département           | Type de collectivité             | Rosette | Signature      | Publication au JO |        |
| --------------------------------------------------------------- | --------------------- | -------------------------------- | ------- | -------------- | ----------------- | ------ |
| École militaire préparatoire de Tulle                           | Corrèze               | Militaire - école                | Oui     | 24 avr. 1946   | 17 mai 1946       | [ a ]  |
| Groupe de bombardement Bretagne                                 |                       | Militaire - unité                | Oui     | 3 août 1946    | 13 oct. 1946      | [ b ]  |
| Sous-marin Casabianca                                           |                       | Militaire - navire               | Oui     | 3 août 1946    | 13 oct. 1946      | [ b ]  |
| Sous-marin Vénus (à titre posthume)                             |                       | Militaire - navire               | Oui     | 29 nov. 1946   | 5 déc. 1946       | [ c ]  |
| Sous-marin Narval (à titre posthume)                            |                       | Militaire - navire               | Oui     | 29 nov. 1946   | 5 déc. 1946       | [ c ]  |
| Sous-marin Surcouf (à titre posthume)                           |                       | Militaire - navire               | Oui     | 29 nov. 1946   | 5 déc. 1946       | [ c ]  |
| École militaire préparatoire d'Autun                            | Saône-et-Loire        | Militaire - école                | Oui     | 31 mars 1947   | 29 janv. 1948     | [ d ]  |
| 1er régiment de fusiliers marins                                |                       | Militaire - unité                | Oui     | 31 mars 1947   | 13 juill. 1947    | [ e ]  |
| 13e demi-brigade de Légion étrangère                            |                       | Militaire - unité                | Oui     | 31 mars 1947   | 23 déc. 1948      | [ f ]  |
| Caen                                                            | Calvados              | Civil - commune                  |         | 17 juill. 1945 | 21 juill. 1945    | [ g ]  |
| Caen                                                            | Calvados              | Civil - commune                  | Oui     | 24 avr. 1946   | 17 mai 1946       | [ h ]  |
| Caniac                                                          | Lot                   | Civil - commune                  |         | 17 juill. 1945 | 21 juill. 1945    | [ g ]  |
| Caniac                                                          | Lot                   | Civil - commune                  | Oui     | 24 avr. 1946   | 17 mai 1946       | [ h ]  |
| Île-de-Sein                                                     | Finistère             | Civil - commune                  | Oui     | 27 août 1946   | 28 août 1946      | [ i ]  |
| Lyon                                                            | Rhône                 | Civil - commune                  | Oui     | 20 nov. 1946   | 5 déc. 1946       | [ j ]  |
| Sœurs de Niederbronn                                            | Bas-Rhin              | Civil - congrégation             | Oui     | 24 avr. 1946   | 17 mai 1946       | [ k ]  |
| Université de Strasbourg                                        | Bas-Rhin              | Civil - enseignement             | Oui     | 31 mars 1947   | 13 juill. 1947    | [ l ]  |
| Radio Brazzaville                                               |                       | Civil - médias                   | Oui     | 3 janv. 1946   | 13 janv. 1946     | [ m ]  |
| Résistance-Fer                                                  |                       | Civil                            | Oui     | 31 mars 1947   | 29 janv. 1948     | [ d ]  |
| Brigade de gendarmerie de La Chapelle-en-Vercors                | Drôme                 | Militaire - unité                |         | 14 juin 1946   | 11 juill. 1946    | [ n ]  |
| Cadets de la France libre                                       |                       | Militaire - école                |         | 6 avr. 1944    | [réf. nécessaire] |        |
| Corvette Aconit                                                 |                       | Militaire - navire               |         | 29 nov. 1946   | 5 déc. 1946       | [ o ]  |
| Corvette Alysse                                                 |                       | Militaire - navire               |         | 29 nov. 1946   | 5 déc. 1946       | [ o ]  |
| Aviso Commandant Dominé                                         |                       | Militaire - navire               |         | 29 nov. 1946   | 5 déc. 1946       | [ o ]  |
| Aviso Commandant Duboc                                          |                       | Militaire - navire               |         | 29 nov. 1946   | 5 déc. 1946       | [ o ]  |
| Sous-marin Le Glorieux                                          |                       | Militaire - navire               |         | 29 nov. 1946   | 5 déc. 1946       | [ o ]  |
| Contre-torpilleur Léopard                                       |                       | Militaire - navire               |         | 29 nov. 1946   | 5 déc. 1946       | [ o ]  |
| Sous-marin Marsouin                                             |                       | Militaire - navire               |         | 29 nov. 1946   | 5 déc. 1946       | [ o ]  |
| Corvette Mimosa                                                 |                       | Militaire - navire               |         | 29 nov. 1946   | 5 déc. 1946       | [ o ]  |
| Aviso Savorgnan-de-Brazza                                       |                       | Militaire - navire               |         | 29 nov. 1946   | 5 déc. 1946       | [ o ]  |
| Patrouilleur Poulmic                                            |                       | Militaire - navire               |         | 31 mars 1947   | 13 juill. 1947    | [ p ]  |
| 1er régiment d'infanterie                                       |                       | Militaire - unité                |         | 31 mars 1947   | 13 juill. 1947    | [ q ]  |
| Meximieux                                                       | Ain                   | Civil - commune                  |         | 22 sept. 1945  | 30 sept. 1945     | [ r ]  |
| Terrou                                                          | Lot                   | Civil - commune                  |         | 22 sept. 1945  | 30 sept. 1945     | [ s ]  |
| Béthincourt                                                     | Meuse                 | Civil - commune                  |         | 15 oct. 1945   | 19 oct. 1946      | [ t ]  |
| La Chapelle-en-Vercors                                          | Drôme                 | Civil - commune                  |         | 15 oct. 1945   | 20 oct. 1945      | [ u ]  |
| Saint-Nizier-du-Moucherotte                                     | Isère                 | Civil - commune                  |         | 15 oct. 1945   | 20 oct. 1945      | [ u ]  |
| Thônes                                                          | Haute-Savoie          | Civil - commune                  |         | 15 oct. 1945   | 20 oct. 1945      | [ v ]  |
| Montceau-les-Mines                                              | Saône-et-Loire        | Civil - commune                  |         | 24 avr. 1946   | 17 mai 1946       | [ w ]  |
| Nouvelle-Calédonie                                              |                       | Civil - collectivité d'outre-mer |         | 24 avr. 1946   | 17 mai 1946       | [ x ]  |
| Nantua                                                          | Ain                   | Civil - commune                  |         | 16 janv. 1947  | 21 janv. 1947     | [ y ]  |
| Oyonnax                                                         | Ain                   | Civil - commune                  |         | 16 janv. 1947  | 21 janv. 1947     | [ y ]  |
| Brest                                                           | Finistère             | Civil - commune                  |         | 31 mars 1947   | 29 janv. 1948     | [ z ]  |
| Marsoulas                                                       | Haute-Garonne         | Civil - commune                  |         | 31 mars 1947   | 29 janv. 1948     | [ z ]  |
| Tavaux                                                          | Aisne                 | Civil - commune                  |         | 31 mars 1947   | 29 janv. 1948     | [ z ]  |
| Plougasnou                                                      | Finistère             | Civil - commune                  |         | 31 mars 1947   | 23 déc. 1948      | [ f ]  |
| Hôpital de Cahors                                               | Lot                   | Civil - hôpital                  |         | 17 juill. 1945 | 21 juill. 1945    | [ g ]  |
| Hôpital de Saint-Céré                                           | Lot                   | Civil - hôpital                  |         | 17 juill. 1945 | 13 oct. 1946      | [ g ]  |
| Lycée Lalande de Bourg-en-Bresse                                | Ain                   | Civil - enseignement             |         | 3 oct. 1946    | 13 oct. 1946      | [ aa ] |
| Abbaye Notre-Dame de Timadeuc (Bréhan)                          | Morbihan              | Civil - congrégation             |         | 3 janv. 1946   | 13 janv. 1946     | [ ab ] |
| Association des Français libres de Grande-Bretagne              |                       | Civil                            |         | 31 mai 1943    | non publié        |        |
| Police d'État de la ville d'Alger                               |                       | Civil                            |         | 26 mars 1945   | 30 mars 1945      | [ ac ] |
| Résistance PTT                                                  |                       | Civil                            |         | 13 juill. 1945 | 14 juill. 1945    | [ ad ] |
| Sapeurs-pompiers de Belfort                                     | Territoire de Belfort | Civil                            |         | 3 janv. 1946   | 13 janv. 1946     | [ ae ] |
| Scouts de France, Routiers du clan Guy de Larigaudie de Belfort | Territoire de Belfort | Civil                            |         | 25 avr. 1946   | 17 mai 1946       | [ af ] |
| Corps urbain des gardiens de la paix de Nice                    | Alpes-Maritimes       | Civil                            |         | 25 avr. 1946   | 17 mai 1946       | [ ag ] |
| Fédération de la Presse clandestine                             |                       | Civil - médias                   |         | 31 mars 1947   | 29 janv. 1948     | [ ah ] |

## Galerie
L'insigne de la médaille de la Résistance est représentée dans les ornements extérieurs des armoiries des personnes ou collectivités qui en sont décorées, sur des plaques commémoratives ou monuments en leur honneur, ou encore sur la cravate des drapeaux des unités militaires décorées :

Personnes
Sur les armoiries de Bernard de La Rochefoucauld (2e médaille à d.).
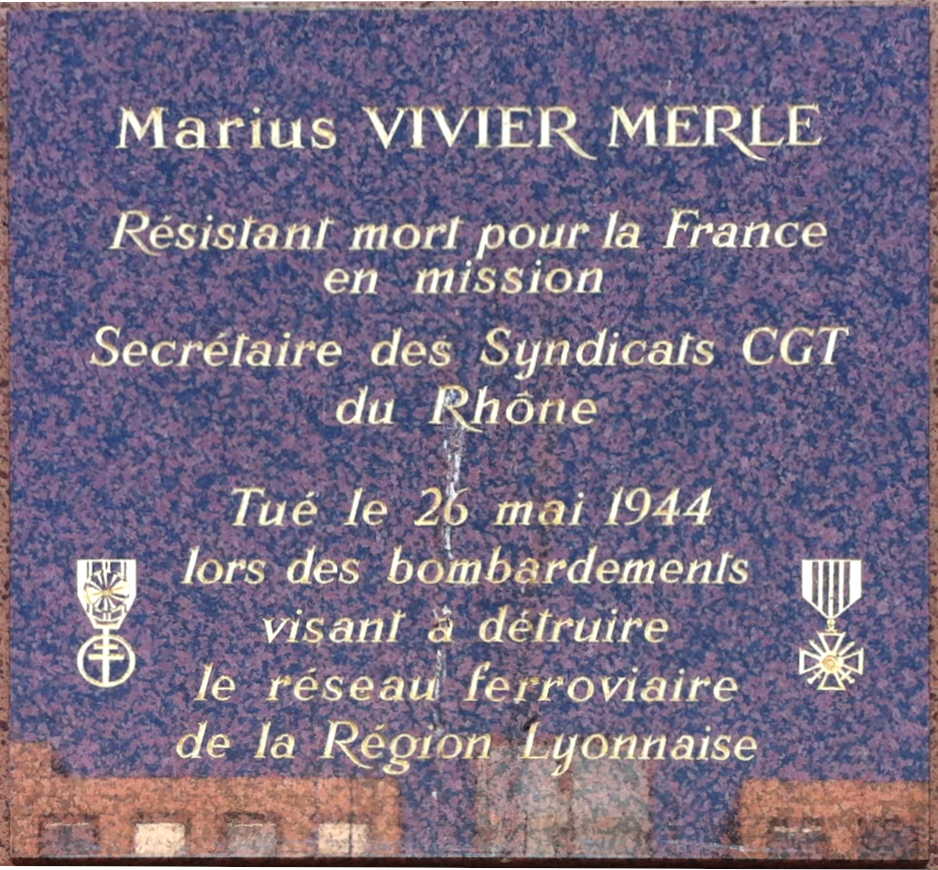
Sur une plaque en l'honneur de Marius Vivier-Merle à Lyon-Part-Dieu (1re médaille à g.).
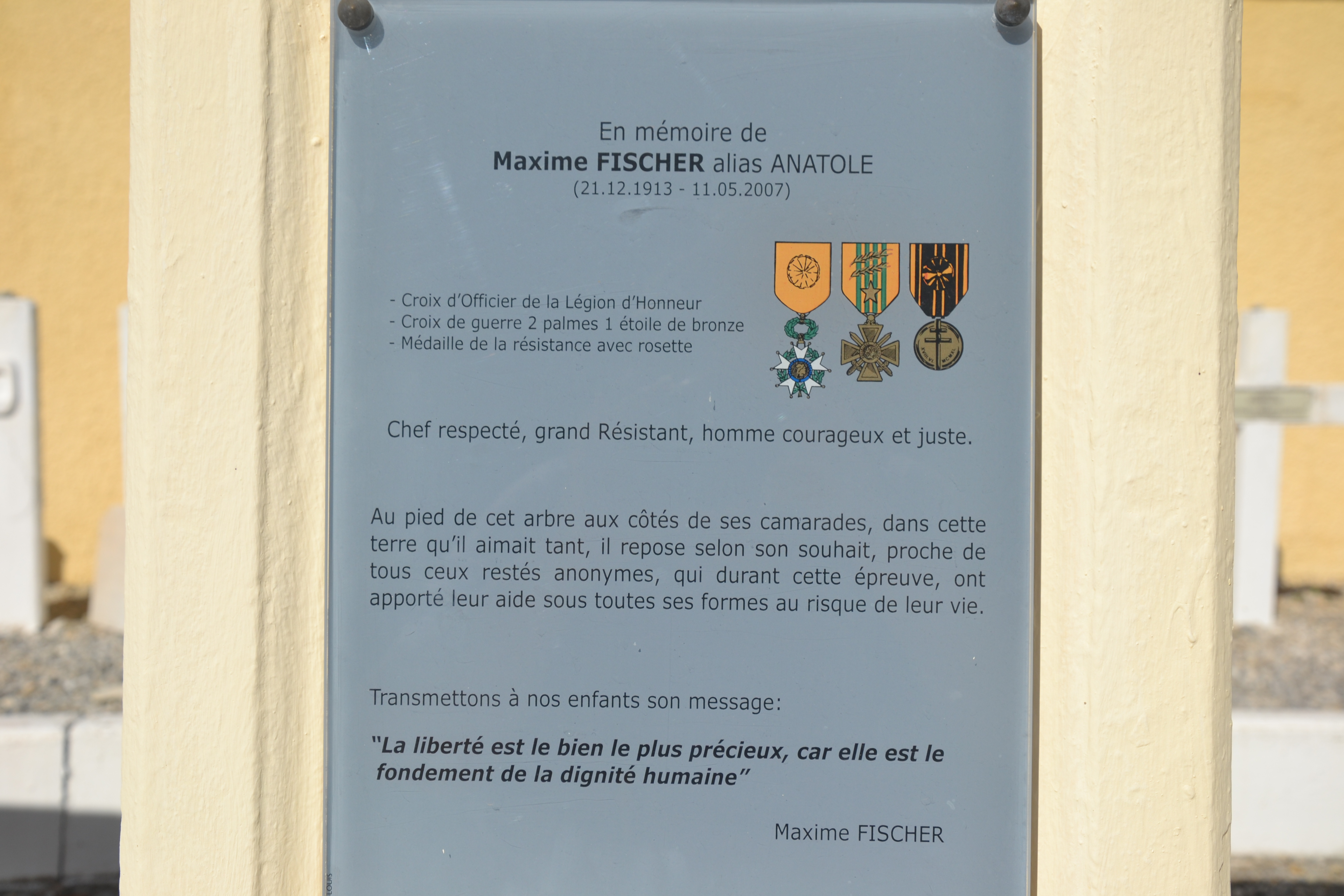
Sur une plaque en l'honneur de Maxime Fischer à la nécropole nationale d'Eygalayes (3e médaille à d.).

Collectivités
Sur les armoiries de Brest (3e médaille à d.).
Sur les armoiries de Caen (1re médaille à g.).
Sur les armoiries de Lyon (3e médaille à d.).

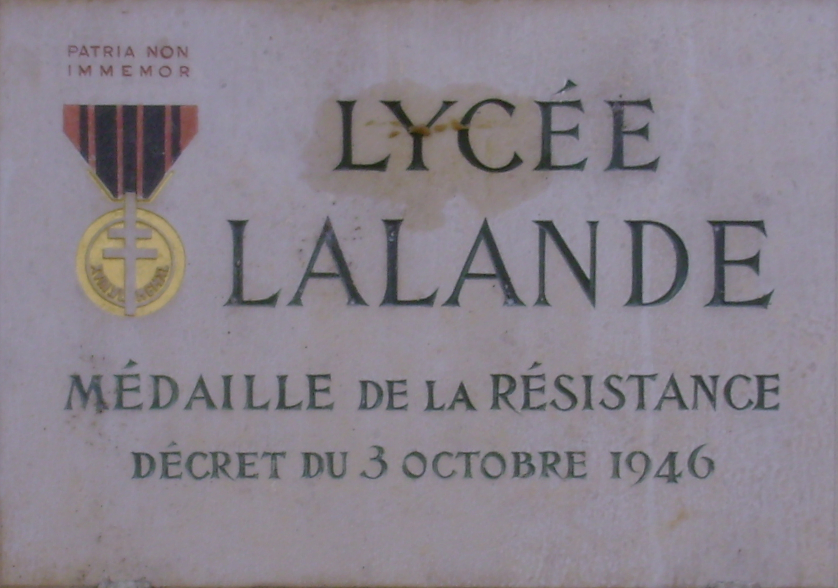
Sur une plaque à l'entrée du lycée Lalande à Bourg-en-Bresse.
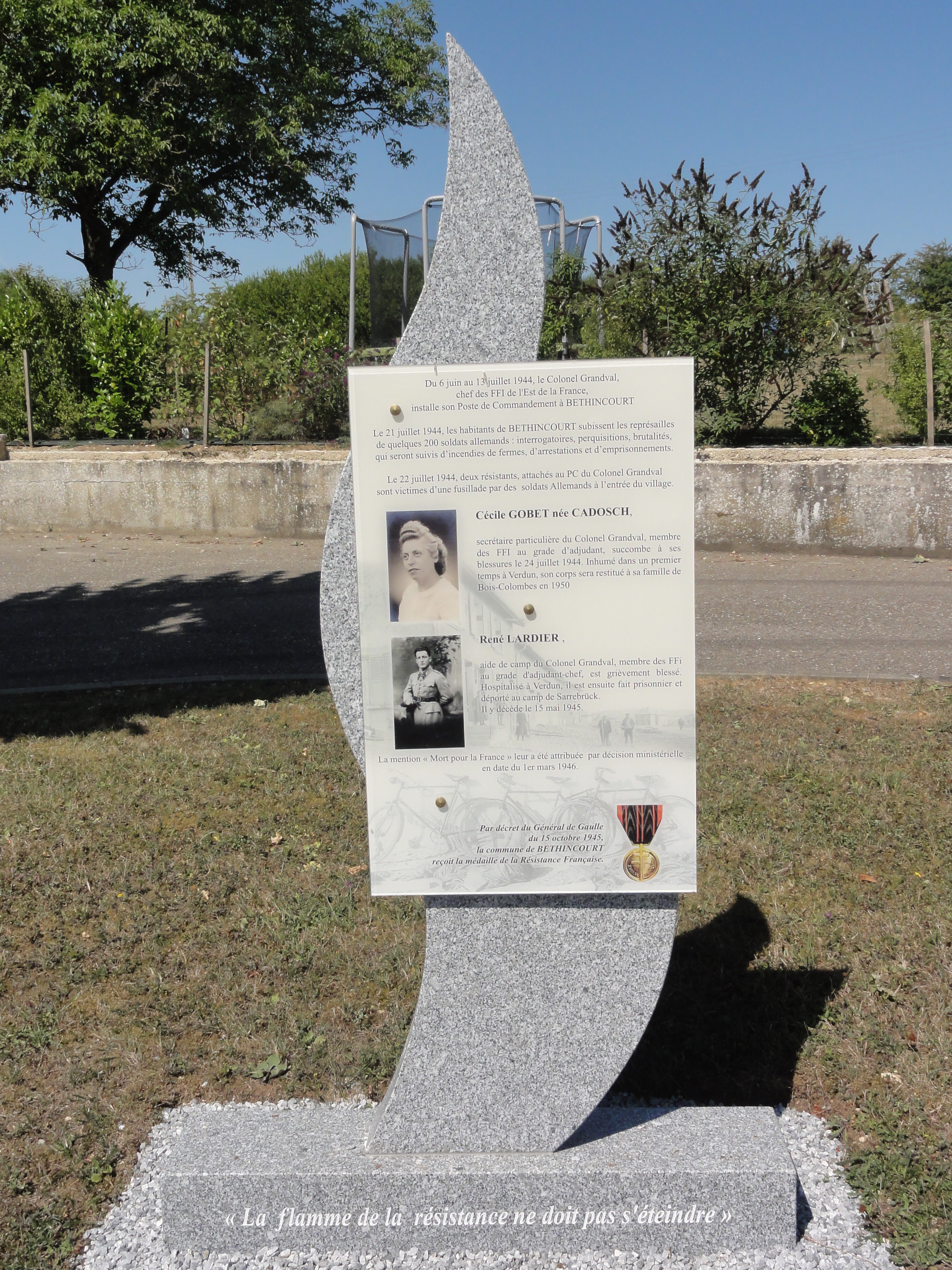
Sur la plaque du mémorial Gobet et Lardier à Béthincourt.
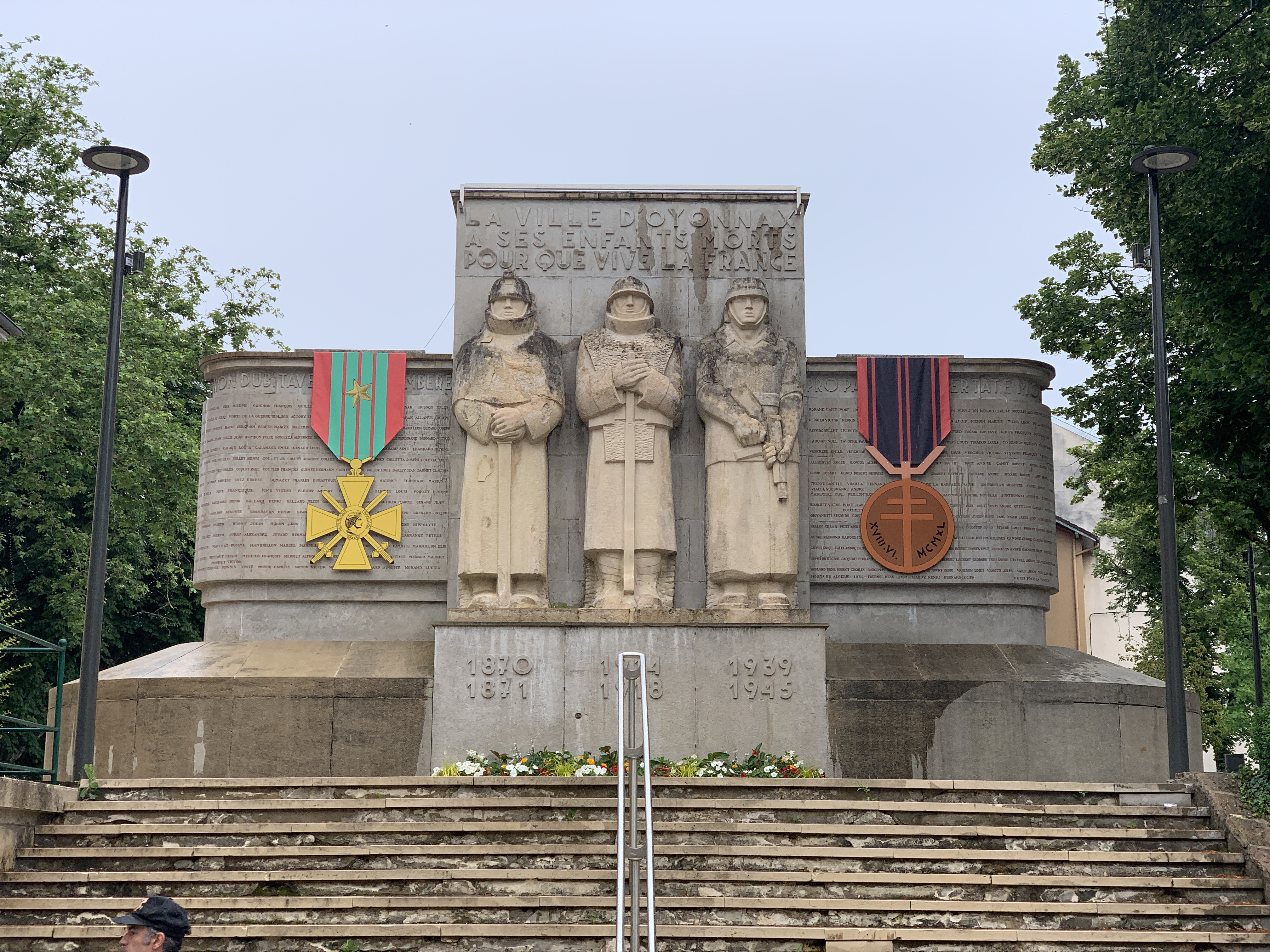
Sur le monument aux morts d'Oyonnax (2e médaille à d.).
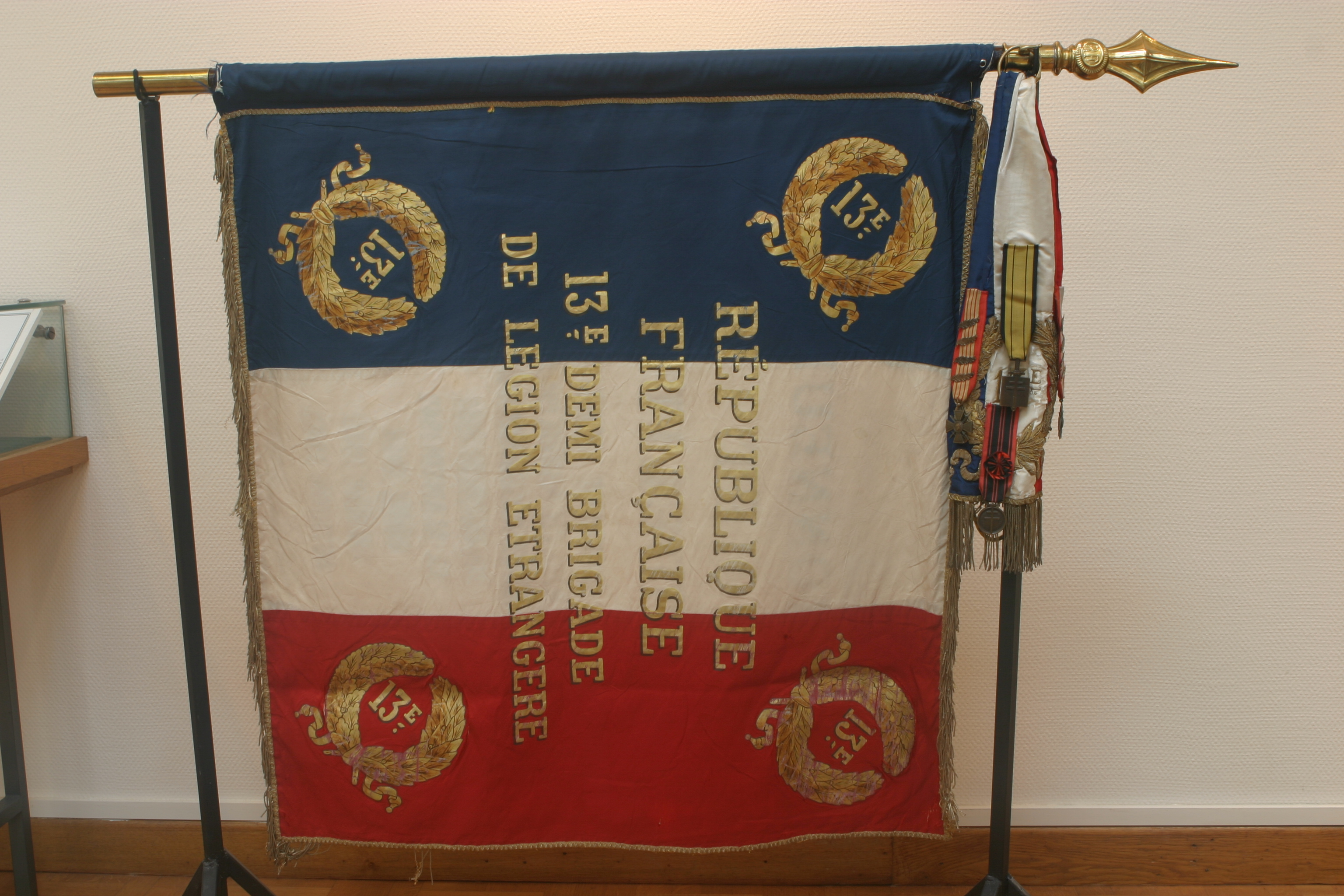
Sur le drapeau de la 13e DBLE.